# Кошма

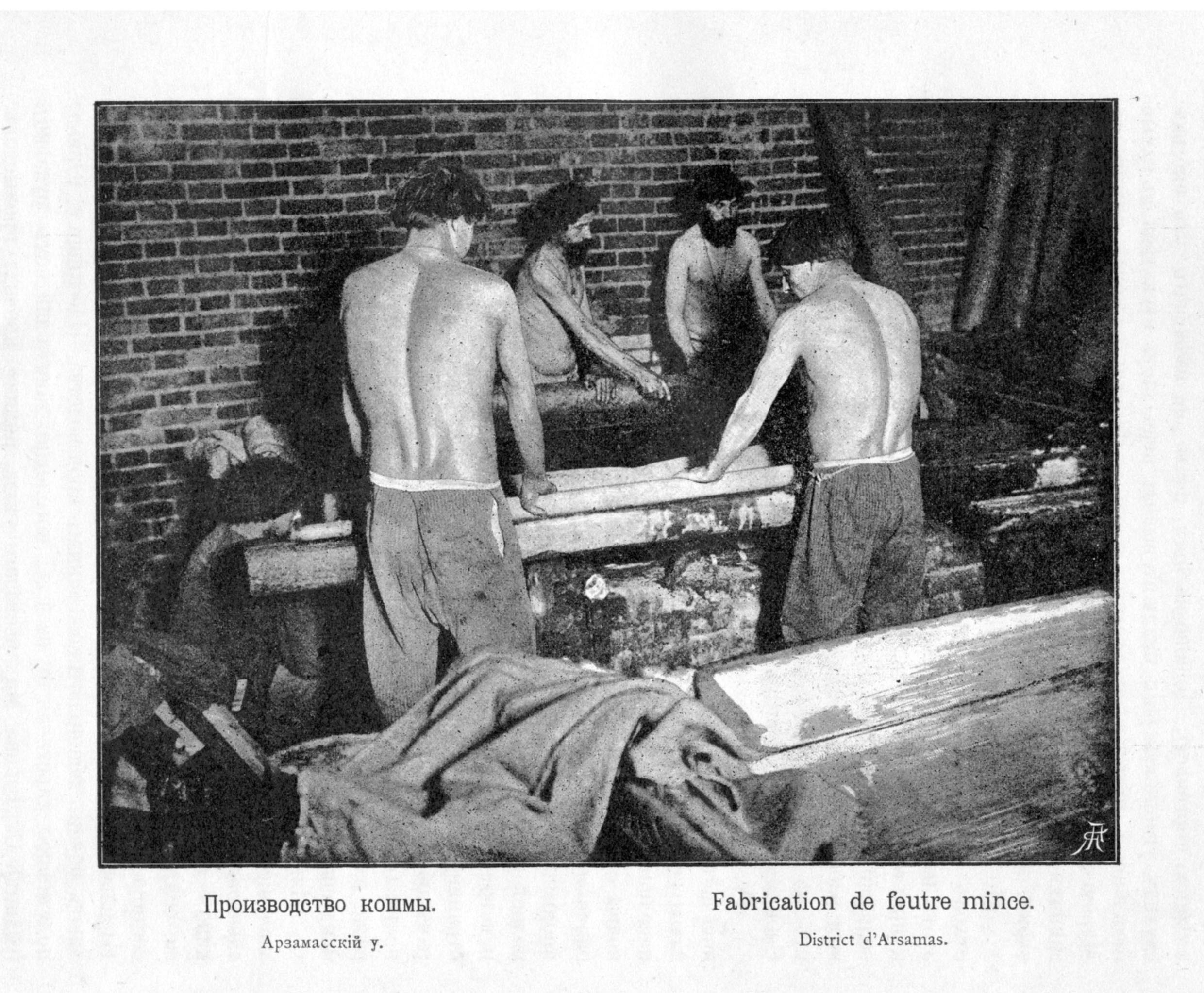
Виробництво повстини. Арзамаський повіт. 1896

Кошма́ — повстяний килим з овечої або верблюжої вовни. Кошма виробляється та широко застосовується в побуті у народів, що займаються скотарством: у казахів, киргизів, туркмен, каракалпаків, афганців, курдів та ін. Повстини бувають прості (служать головним чином для покриття юрт) та орнаментовані. Останні виготовляють шляхом вкатування пофарбованої вовни в основний фон кошми, зшиванням кольорових шматків, аплікація, візерунковим стьобанням або вишиванням по кошмі. Такі повстини служать для внутрішнього оздоблення житла.

## Протипожежна кошма
Кошма може використовуватися як засіб пожежогасіння — нею закривається вогнище і полум'я, залишившись без кисню, гасне. «Протипожежна кошма» — інша назва протипожежного полотна.